# José Antonio Noguera de Roig
José Noguera de Roig, né à Valence en 1918 et mort le 9 décembre 2003, est un entrepreneur et homme politique espagnol, élu sénateur de la législature constituante (1977-1979) pour Valence dans les rangs d'UCD,.